# Ariana Memee
Ariana Kelly Debbie Memee est une boxeuse seychelloise.

## Biographie
Ariana Memee est la première boxeuse seychelloise participant à une compétition internationale féminine de boxe lors des championnats d'Afrique de boxe amateur 2022 à Maputo.
Elle s'incline en demi-finale face à la Congolaise Brigitte Mbabi dans la catégorie des poids super-welters et reçoit une médaille de bronze.